# Глухов, Андрей Евгеньевич
Андре́й Евге́ньевич Глу́хов (19 апреля 1952, Ленинград — 8 августа 2011, Санкт-Петербург) — российский валторнист и музыкальный педагог, солист оркестра, концертмейстер группы валторн Заслуженного коллектива России академического симфонического оркестра Ленинградской филармонии, профессор Санкт-Петербургской государственной консерватории им. Н. А. Римского-Корсакова, народный артист Российской Федерации (1997).

## Биография
Андрей Глухов начал заниматься на валторне в возрасте 11 лет в Средней специальной музыкальной школе Ленинградской консерватории под руководством Михаила Буяновского. После его смерти руководить занятиями продолжил его сын Виталий Буяновский. По классу Виталия Буяновского Глухов и окончил школу в 1968 году. В 1975 году он окончил Ленинградскую консерваторию также по классу Буяновского. С 1974 года Андрей Глухов — солист Заслуженного коллектива России академического симфонического оркестра Ленинградской филармонии. В 1976 году он стал лауреатом второй премии международного конкурса исполнителей в Женеве. В 1982 году ему было присвоено звание заслуженный артист РСФСР, а в 1996 — народный артист России. Глухов являлся членом Международного общества валторнистов.
Умер 8 августа 2011 в Санкт Петербурге. Урна с прахом захоронена на Серафимовском кладбище.

## Звания и награды
- Лауреат II премии Международного музыкального конкурса (Женева, 1976)
- Заслуженный артист РСФСР (1982)
- Народный артист России (1997)